# Tập đoàn quân số 2 (Đế quốc Đức)

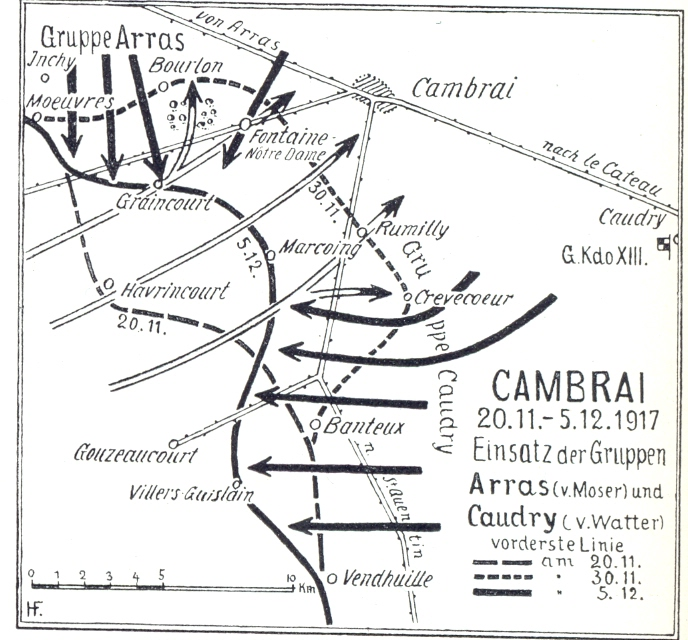
Cuộc phản công của Tập đoàn quân số 2 tại Cambrai ngày 30 tháng 11 năm 1917

Tập đoàn quân số 2 (Tiếng Đức: 2. Armee / Armeeoberkommando 2 / A.O.K. 2) là một đơn vị cấp Tập đoàn quân của Đức trong Thế chiến thứ nhất. Nó được thành lập trong cuộc tổng động viên vào tháng 8 năm 1914. Tập đoàn quân số 2 bị giải thể vào năm 1919.

## Lịch sử
Khi cuộc tổng động viên của quân Đức bắt đầu diễn ra  vào ngày 2 tháng 8 năm 1914, tám tập đoàn quân đã được thành lập từ tám cơ quan Thanh tra quân đội hiện có. Tập đoàn quân số 2 được thành lập ở Hannover, các đơn vị của họ tập trung ở khu vực phía nam Aachen. Đại tá Karl von Bülow trở thành Tổng tư lệnh Tập đoàn quân số 2. Vào tháng 8 năm 1914, Tập đoàn quân số 2 bao gồm các quân đoàn sau:
- Quân đoàn VII
- Quân đoàn X
- Quân đoàn dự bị số VII
- Quân đoàn dự bị số X
- Quân đoàn vệ binh
- Quân đoàn vệ binh dự bị

Theo Kế hoạch Schlieffen, Tập đoàn quân số 2 xâm lược Bỉ như một phần của cánh phải quân đội Đức, nhiệm vụ của Tập đoàn quân số 2 là hỗ trợ cuộc càn quét xung quanh của Tập đoàn quân số 1 cánh trái của quân Pháp và bao vây Paris, đưa cuộc kết thúc chiến nhanh chóng. Bộ Tư lệnh Tập đoàn quân số 2 cũng được trao quyền chỉ huy Tập đoàn quân số 1 để phối hợp tốt hơn. Tuy nhiên, điều này chỉ gây ra xích mích với hai cơ quan chỉ huy này. Trong khoảng thời gian từ ngày 22 đến ngày 24 tháng 8 năm 1914, cả hai đội quân đều tham gia trận Mons và Charleroi. Tập đoàn quân số 2 đã bao vây và chiếm các pháo đài của Bỉ xung quanh Namur, đồng thời chiến đấu với Tập đoàn quân số 5 (Pháp) do Tướng Charles Lanrezac chỉ huy trong trận Charleroi vào ngày 23–24 tháng 8 năm 1914 và một lần nữa tại St. Quentin vào ngày 29–30 tháng 8 năm 1914. Vào cuối tháng 8, Tập đoàn quân số 2 đã giành chiến thắng trong Trận St. Quentin và đóng vai trò quan trọng trong Trận Marne từ ngày 5 đến ngày 9 tháng 9. Sau đó Trận Aisne rơi vào chiến tranh chiến hào. Trụ sở của Bộ Tư lệnh Tập đoàn quân số 2 đóng tại Saint-Quentin từ ngày 10 tháng 10 năm 1914 đến ngày 20 tháng 3 năm 1917 và sau đó tại Le Cateau cho đến ngày 27 tháng 3 năm 1918.
Vào ngày 1 tháng 7 năm 1916, quân đội Anh bắt đầu cuộc tấn công được chuẩn bị từ lâu chống lại Tập đoàn quân số 2 (→ Trận Somme ). Sau một số thắng lợi của quân Anh, Bộ Tư lệnh Lục quân Tối cao quyết định cải tổ quân đội. Vào ngày 19 tháng 7 năm 1916, tất cả các lực lượng ở phía bắc Somme được hợp nhất thành Tập đoàn quân số 1 mới và vẫn trực thuộc Bộ Tư lệnh Tập đoàn quân số 2 trước đó. Cơ quan này vẫn do Tướng von Below chỉ huy, nhưng nay được đổi tên thành Bộ Tư lệnh Tập đoàn quân số 1. Quân Đức ở phía nam Somme với tư cách là Tập đoàn quân số 2 dưới sự chỉ huy của một Bộ Tư lệnh Lục quân Tối cao mới dưới sự chỉ huy của Tướng von Gallwitz và tổng tham mưu trưởng của ông, Đại tá Bronsart von Schellendorf.
Đầu năm 1917, Tập đoàn quân số 2 rút lui về Phòng tuyến Siegfried và sau khi di dời Bộ Tư lệnh Tập đoàn quân số 1, trấn giữ mặt trận phía đông Arras - Queant (với Quân đoàn dự bị số XIV) - Bellicourt - St. Quentin (với Quân đoàn IX). Ngày 20 tháng 11 năm 1917, cánh phải của Tập đoàn quân số 2 nằm trong khu vực tấn công chính của Tập đoàn quân số 3 Anh Quốc trong Trận Cambrai. Quân đoàn dự bị số XIV mất một số căn cứ, nhưng vẫn giữ được vùng ngoại ô phía tây Cambrai. Tướng von der Marwitz tiến hành phản công từ ngày 30/11: Gruppe Arras tấn công giữa Moeuvres và Bourlon Gruppe Caudry (Quân đoàn XIII) và Busigny (Quân đoàn Dự bị số XXIII) dẫn đầu các cuộc tấn công nghi binh về phía nam gần Marcoing qua Banteux đến Vendhuille. Các đội phía nam đã tiến được 8 km trên chiều rộng khoảng 16 km. Gruppe Arras, đến sau, ít thành công hơn; đến ngày 6 tháng 12 năm 1917, họ đã tiến được 4 km trên chiều rộng 10 km.
Trong Chiến dịch Michael của Đức, Tập đoàn quân số 2 đã hình thành giữa ba tập đoàn quân tấn công ở khu vực Cambrai, vào ngày 21 tháng 3 năm 1918, những quân đoàn sau đây phụ thuộc Bộ Tư lệnh Tập đoàn quân số 2:
- Quân đoàn dự bị số XXXIX (Gruppe Staabs)
- Quân đoàn XIII (Gruppe Watter)
- Quân đoàn Dự bị số XXIII (Gruppe Kathen)
- Quân đoàn XIV (Gruppe Gontard)
- Quân đoàn 51 (Gruppe Hofacker)

Bước đột phá ở khu vực Somme đã đến khu vực Amiens vào đầu tháng 4, nơi mặt trận lại rơi vào bế tắc. Cuộc phản công của Anh-Pháp trong Trận Amiens ngày 8 tháng 8 năm 1918 đã gây tổn thất nặng nề cho Tập đoàn quân số 2 và bắt đầu các cuộc rút lui liên tục cho đến khi chiến tranh kết thúc.

## Chỉ huy

### Tổng tư lệnh (Oberbefehlshaber)[6]
Đại tá Karl von Bülow (từ ngày 2 tháng 8 năm 1914)
Tướng Bộ binh Fritz von Below (từ ngày 4 tháng 4 năm 1915)
Thượng tướng pháo binh Max von Gallwitz (từ ngày 19 tháng 7 năm 1916)
Thượng tướng kỵ binh Georg von der Marwitz (từ ngày 17 tháng 12 năm 1916)
Thượng tướng Bộ binh Adolph von Carlowitz (từ 22 ngày tháng 9 năm 1918)

### Tham mưu trưởng (Chef des Stabes)[6]
Trung tướng Otto von Lauenstein (từ ngày 2 tháng 8 năm 1914)
Thiếu tướng von Zieten (từ ngày 24 tháng 12 năm 1914)
Trung tướng Ernst von Hoeppner (từ ngày 30 tháng 6 năm 1915)
Thiếu tướng Paul Grünert (từ ngày 13 tháng 4 năm 1916)
Thượng tá Fritz von Loßberg (từ ngày 2 tháng 7 năm 1916)
Thượng tá Bernhard Bronsart von Schellendorff (từ ngày 19 tháng 7 năm 1916)
Thượng tá Wild (từ ngày 25 tháng 10 năm 1916)
Trung tá Richard von Pawelsz (từ ngày 17 tháng 4 năm 1917)
Thiếu tá von Stapff (từ ngày 27 tháng 8 năm 1917)
Thượng tá Erich von Tschischwitz (từ ngày 27 tháng 02 năm 1918)
Trung tá Willi von Klewitz (từ ngày 10 tháng 8/1916)
Thiếu tá Friedrich von Miaskowski (từ ngày 21 tháng 9 năm 1918)

## Văn học
- Hermann Cron: Lịch sử Quân đội Đức trong Thế chiến 1914–1918. Siegismund, Berlin 1937 (lịch sử của Quân đội Hoàng gia Phổ và Quân đội Đế quốc Đức 5).